# Oxytropis stenofoliola
Oxytropis stenofoliola är en ärtväxtart som beskrevs av Antonina Vasilievna Polozhij. Oxytropis stenofoliola ingår i släktet klovedlar, och familjen ärtväxter. Inga underarter finns listade i Catalogue of Life.